# Ooblets
Ooblets — инди-игра и симулятор жизни с элементами ролевой игры. Официальный выход игры состоялся 1 сентября 2022 года на платформах Nintendo Switch, Windows и Xbox One. При этом игра была доступна для покупки за два года до официального выпуска в рамках раннего доступа. В Ooblets требуется заниматься поиском ресурсов и собирать ооблетов — коллекционных существ. Персонаж игрока может также заниматься фермерством, поиском материалов, чтобы их продавать и на вырученные деньги обустраивать жилище. В игре также есть танцевальные сражения, представленные в виде пошагового карточного боя.
Разработкой занималась независимая студия Glumberland, состоящая из супружеской пары. Они было вдохновлены внезапным успехом Stardew Valley и решили создать игру, совмещая жанры симулятора фермы и ролевой игры. Glumberland запомнились необычным подходом к созданию игры. Они сообщали о всех этапах разработки, собирая вокруг проекта сообщество донатеров на патреоне. Ooblets также отражает ценность разработчиков о ненасилии и защиты животных. Все бои в игре представлены в виде танцевальных сражений, в игре нельзя ловить животных или добывать мясо.
Оценка игры со стороны критиков было смешанной. Они оценили Ooblets за её необычный подход к игровым жанрам, приятный визуальный стиль и обилие игрового материала, хотя некоторые критики указывали на недостатки в игровом дизайне и что игра наскучивает через 30 часов прогресса. Также рецензенты жаловались на проблемы с производительностью версии на Nintendo Switch. Ooblets также запомнилась скандалом из-за известия о том, что ПК-версия игры выйдет эксклюзивно в Epic Games Store. Разработчики стали жертвами массовой травли.

## Игровой процесс
Действие происходит в стране Ооб, в которой помимо людей и привычной флоры и фауны обитают «ооблеты» — необычные существа, которых мечтают заполучить многие жители Ооба. Игровой персонаж вырос(ла) на острове, где ооблеты были запрещены и переезжает на материк, в городок Бэджтаун. Жители посёлка страдают от ряда непредвиденных проблем. В обмен на бесплатное жилище и ферму, персонажу игрока требуется улучшить городок и разобраться в причинах возникших проблем. 
Игра начинается с настройки игрового персонажа, где можно подобрать цвет кожи, внешность и одежду. Настройки пола нет. По прибытии в городок персонажу предлагается вступить в один из ооблет-клубов, от этого зависит, какого первого ооблета он(а) получит. 
В Ooblets основная задача сводится к тому, чтобы собирать природные ресурсы и продавать их, чтобы заработать жевательные резинки (внутриигровая валюта) и на них купить другие инструменты, семена или предметы для дома. Семена можно сажать в грядках, чтобы потом вырастить их и продать. В игре имеется цикл дня и ночи, игровой персонаж ограничен показателем энергии, которая тратится при исследовании городка и выполнении разных действий, энергию можно восстановить с помощью сна. Из собранных ресурсов или выращенных овощей игровой персонаж может также приготовить еду, чтобы восстановить показатель энергии или выпив экспрессо в баре. 
За грядками требуется постоянно ухаживать, поливать и вычищать их от сорняков, камней и веток. Другая важная задача — собрать как можно больше ооблетов, для этого надо добыть их семена, победив в танцевальной битве. 
Танцевальный бой представляет собой пошаговую карточную мини-игру, где требуется быстрее противника заполнить счётчик. Игрок может приказывать своему ооблету делать ходы с помощью карт, у каждого ооблета есть уникальные, доступные только ему ходы и которые можно позже применять, приобретя этого ооблета. Для вызова игровому персонажу потребуется отдать материалы или еду, которые требует принимающий вызов ооблет. В качестве награды за победу персонаж получит семя ооблета, чтобы вырастить его на грядке и заполучить такого же ооблета в свою собственность.

## Разработка
Разработкой игры занималась Ребекка Кордингли вместе со своим мужем Беном Вассером. Ребекка занималась программированием и визуальным дизайном, Бен работал над игровым дизайном, выступал комьюнити менеджером и продвигал игру. Раннее Ребекка Кордингли принимала участие в разработке игр в студии Schell Games. В 2016 году вышла инди-игра Stardew Valley, сумевшая продать около двух миллионов игровых копий. В этот момент Ребекка загорелась желанием создать собственную игру, вместе со своим мужем Беном Вассером она принялась за разработку новой игры. Ребекка и Бен решили необычным способом подойти к разработке. Они начали продвигать свою игру уже на стадии ранней разработки. Игровой процесс демонстрировался в 2017 году на выставке E3 2017, где Ooblets стала одной из самых обсуждаемых игр. Пара запустила краудфандинговую компанию на Patreon, где освещала дальнейшие этапы разработки. Ребекка позже призналась, что начинала разработку без бюджета и маркетингового плана. Она не ожидала такой реакции от интернет-сообщества и призналась, что скорее всего забросила бы проект через несколько месяцев. За это время у ещё не вышедшей игры сформировалась своя фанатская аудитория, проявлявшая свою активность в твиттере.
Ooblets задумывалась, как симулятор фермы, но с элементами RPG. В плане игрового процесса игру можно описать, как сочетание Harvest Moon, Animal Crossing и Pokémon. Ребекка заметила, как стремилась создать уникальную в своём роде игру, используя для этого знакомые компоненты, но формируя из них нечто новое, аналогов которых ещё нет в игровой индустрии.
При этом игра, как симулятор фермы по-прежнему должна была оставаться расслабляющей. Поэтому сражения не должны были отвлекать или отпугивать игрока, привыкшего к данному жанру. Ребекка пришла к идее ввести в начале совсем лёгкие бои, которые будут постепенно усложняться по мере прогресса. За основу музыкальных битв был взят пошаговый карточный бой, при этом разработчики заметили, что выступают против насилия в компьютерных играх и им было важно передать вместе с Ooblets идею неприятия жестокости, одновременно задействовав механику пошагового боя. Вассер заметил, что несмотря на популярность игр типа «Покемонов», по сути они предлагают «собачьи бои». Решением проблемы стало идея ввести танцевальные бои, где «бой» — это попытка продемонстрировать более эффектный танец, а с помощью карт можно делать танцевальные ходы. В игре ооблеты танцуют добровольно и игрок не может заполучить их против их воли. Всё это является частью идеи ненасилия. Идея зоозащиты отражена и в других аспектах геймплея. Например в игре нельзя продавать обблетов, они не являются собственностью или товаром, присутствует рыбалка, но персонаж может вылавливать только предметы и мусор. Также игрок может приготовить еду только из веганских ингредиентов.
Ребекка оговорилась, что её игра не может предлагать такой уровень кастомизации, как например Animal Crossing или Stardew Valley, упоминая что основная разработка игры велась силами двух человек и столь продвинутая кастомизация стала бы для них непосильной задачей. Разработчики также хотели добавить мультиплеерный режим, но заметили, что на это у них не хватило ресурсов и времени. В 2019 году в обмен на то, что игра выйдет эксклюзивно в Epic Games Store, разработчики получили дополнительное финансирование, позволившее им нанять дополнительного программиста, доработать графику, интерфейс и множество других деталей.
Разработчики хотели создать игру, которая бы позволяла «убегать от реальности» и погружаться в яркий и необычный мир. Для игры была выбрана яркая миловидная эстетика. Ребекка заметила, что вдохновлялась сериалом «Би и ПаппиКэт», образом японской певицы Кяри Памю Памю и комиксами «Нимона» авторства Ноэль Стивенсон. Создавать дизайн ооблетов также помогали друзья разработчиков.
Музыкальное сопровождение к игре написал Педро Сильва. Она сам предложил написать треки к игре, когда увидел скриншоты ранней версии в твиттере и после этого связался с разработчиками. Сам Сильва писал музыку, используя синтетическое звучание чипов Gameboy и другого старого оборудования Nintendo, совмещая их с гитарой и барабанами. Для Ooblets он решил использовать стилистику звуков для приставок Nintendo 64 или PlayStation 1, заметив что такая музыка лучше всего подходила минималистской трёхмерной эстетике игры. При сочинении мелодий, Сильва стремился создать ненавязчивые, «сладкие» и меланхоличные пассажи, которые могли бы дополнять атмосферу в игре. Наоборот, мелодии к музыкальным сражениям яркие и динамичные.

## Анонс и выход
Игра была анонсирована ещё в 2017 году, на ранней стадии разработки. Разработчики запустили сбор средств на разработку через Patreon. К 2019 году разработку финансировали более 1000 донатаров, жертвовавших ежемесячно от нескольких долларов до около сотни в месяц. После того, как игра стала сенсацией в интернете, разработчикам удалось заключить издательское соглашение с компанией Double Fine Productions. В 2017 году студия рекламировала игру под своим лейблом и демонстрировала на своём стенде, на выставке E3 2018. Изначально игра планировалась к выпуску в 2018 году на Xbox One и ПК. В 2019 году Double Fine была приобретена Microsoft, разработчики объявили, что будут самостоятельно продвигать свою игру. В 2019 году разработчики заключили контракт с Epic Games Store, которая обязалась продвигать игру на своей платформе в обмен на то, что Ooblets выйдет эксклюзивно на этой цифровой площадке. Данная сделка гарантировала определённый уровень продаж, так как разработчики боялись провального релиза. Выход игры в раннем доступе состоялся 15 июля 2020 года на Xbox One и персональных компьютерах, эксклюзивно в Epic Games Store. Официальный выход игры состоялся 1 сентября 2022 года на Nintendo Switch, Windows и Xbox One. 

### Споры
Когда разработчики объявили в 2019 году о том, что игра станет эксклюзивной в Epic Games Store, это спровоцировало массовую гневную реакцию. Вассер заметил, что критика исходила по большей части со стороны сторонних пользователей, не имевших отношения к фанатскому сообществу и донатарам на патреоне.  Вассер в свойственной ему саркастической манере ответил, что геймеры могли бы перенаправить свою гневную энергию на борьбу против изменения климата или последнего сезона «Игры престолов». Итогом этого стала массовая травля. Разработчики начали получать тысячи сообщений с ненавистью и угрозами физической расправы. Хейтеры в том числе стали распространять фейковые цитаты Вассера о его якобы ненависти к геймерскому сообществу. Это дополнительно подогревало ненависть и раздувало травлю. Вассер признался, что плакал без остановки несколько дней в подряд.

## Критика
| Сводный рейтинг       | Сводный рейтинг |
| Агрегатор             | Оценка          |
| --------------------- | --------------- |
| Metacritic            | NS: 74/100      |
| Иноязычные издания    |                 |
| Издание               | Оценка          |
| Destructoid           | 8,5/10          |
| Edge                  | 5/10            |
| Game Informer         | 6,75/10         |
| Hardcore Gamer        | 4/5             |
| IGN                   | 7/10            |
| Nintendo Life         | [ 29 ]          |
| Nintendo World Report | 5/10            |
| TouchArcade           | 4/5             |

В целом игровые критики дали неоднозначные оценки игре, было оставлено много положительных рецензий, но и сдержанных. Средняя оценка версии для Nintendo Switch по версии агрегатора Metacritic составила 75 баллов из 100 возможных. 
Критик сайта Gaming Trend назвал Ooblets очаровательной и затягивающей, но не лишённой некоторых недостатков. Журналистка Kotaku заметила, что ветераны фермерских симуляторов сразу же узнают в игре отличительные черты, одновременно Ooblets отличается игр вроде Animal Crossing и Stardew Valley, отдавая предпочтение коллекционированию ооблетов и танцевальным сражениям. Рецензентка Eurogamer назвала игру причудливым синтезом Animal Crossing и «Покемонов» со своим неповторимым шармом. Критик Hardcore Gamer похвалил игру за её индивидуальность и яркость, она определённо порадует любителей симуляторов ферм, но которым одновременно нравятся наличие боевой системы. Представительница IGN хоть и оценила нестандартные формулы в Ooblets, но назвала их поверхностными. Она похвалила то, как каждые элементы игрового процесса взаимно дополняют друг друга, но все они изобилуют недостатками и недостаточно проработанностью, превращая игру в не до конца реализованный потенциал. 
Критики Eurogamer и Kotaku оценили посыл игры о неприятии насилия, при том что в игре остаётся элемент сражения в виде танцевального соревнования. Представительница IGN заметила, как Ooblets интересным образом обходит этическую проблему, типичную для игры, где требуется собирать монстров для боёв. Критик Gaming Trend оценил отсутствие привязки к полу, похвалив игру за инклюзивность и возможность носить любую одежду. Представительница Kotaku назвала ооблетов очаровательными — как минимум главной причиной приобрести их всех. Даже если ооблеты и полезны в сельском хозяйстве, 90% их привлекательности кроется во внешнем виде, как у плюшевых игрушек. 
Критик Gaming Trend заметил, что в начале игровой процесс ощущается слишком медленным из-за сложности победить в музыкальном бою, однако со временем игрок сумеет прогрессировать всё стремительнее. Критик заметил, как по мере прогресса, игра поэтапно открывает доступ ко всё большему количеству игрового материала, успешно удерживая интерес игрока на протяжение долгого времени. Журналистка Kotaku заметила, что игра всячески поощряет игрока на любопытство и изучение каждого уголка внутриигрового мира. Игра определённо понравится игрокам, любящим медленный и расслабляющий опыт и не подойдёт тем, кто ищет немедленного вознаграждения. Обозреватель Hardcore Gamer также похвалил игру за свободу выбора, заметив что большинство симуляторов ограничивают игрока жёсткой формулой под видом разнообразия. В Ooblets же игрок не ограничен временем и порядком заданий, позволяя игроку выбирать собственный стиль игры. Критики Erogamer и IGN заметили, что после 30 часов, игровой процесс начинает ощущаться слишком монотонным. Они также были разочарованы недостаточно динамичными и не сложными музыкальными боями. Критик Gaming Trend счёл раздражающим тот факт, что посевы требуется поливать по нескольку раз за игровой день, заметив что это отвлекало его от остального игрового процесса. 
Критики указывали на проблемы с производительностью игры на Switch, особенно на поздних стадиях игрового прогресса, когда игрок раскроет большинство локаций. Представительница Eurogamer жаловалась на частные проседания кадров на Nintendo Switch. При этом аналогичных проблем не наблюдается в версии для Xbox One.

## Внешние ссылки
- ooblets.com — официальный сайт Ooblets